# Куевас-дель-Бесерро
Куевас-дель-Бесерро (ісп. Cuevas del Becerro) — муніципалітет в Іспанії, у складі автономної спільноти Андалусія, у провінції Малага. Населення — 1771 особа (2010).
Муніципалітет розташований на відстані близько 410 км на південь від Мадрида, 55 км на захід від Малаги.

## Демографія
Динаміка населення (INE ):

## Галерея зображень

Розташування муніципалітету у провінції Малага